# Мудрик, Михаил Петрович
Михаи́л Петро́вич Му́дрик (укр. Михайло Петрович Мудрик; род. 5 января 2001, Красноград, Харьковская область) — украинский футболист, полузащитник английского клуба «Челси» и сборной Украины. Участник чемпионата Европы 2024.

## Клубная карьера

### Ранние годы
Уроженец Краснограда, Михаил начал футбольную карьеру в академии харьковского «Металлиста», где учился по нидерландской системе, которую использовали тренеры детской школы. В дальнейшем играл в молодёжных командах «Днепра» и донецкого «Шахтёра».

### «Шахтёр»
31 октября 2018 года Мудрик дебютировал в основном составе «Шахтёра» в матче 1/8 финала Кубка Украины против донецкого «Олимпика».
1 марта 2019 года отправился в аренду в киевский «Арсенал». 3 марта 2019 года дебютировал в украинской Премьер-лиге в матче против донецкого «Олимпика». 10 марта впервые вышел в стартовом составе в матче украинской Премьер-лиги против киевского «Динамо».
На сезон 2019/20, после окончания арендного соглашения с «Арсеналом», вернулся в донецкий «Шахтёр». В конце сезона, когда донецкая команда уже обеспечила себе золото национального первенства, провёл три матча за основу в Премьер-лиге.
В начале августа 2020 года к концу сезона 2020/21 на условиях аренды перешёл в черниговскую «Десну».
В сезоне 2021/22 главный тренер «Шахтёра» Роберто де Дзерби начал доверять молодому игроку место на футбольном поле: «Если я не выведу его на высокий уровень, буду считать это личным поражением», — заявил итальянский специалист. 25 августа 2021 года дебютировал в Лиге чемпионов УЕФА в матче плей-офф квалификации против «Монако», заменив Манора Соломона на 82-й минуте. На 114-й минуте после прострела Мудрика мяч срикошетил от Рубена Агилара и влетел в сетку ворот монегасков, а «Шахтёр» одержал победу в противостоянии с общим счётом 3:2 и квалифицировался в групповой этап Лиги чемпионов. 18 сентября 2021 года забил свой первый мяч за «Шахтёр» в матче украинской Премьер-лиги против «Мариуполя». 3 декабря 2021 года в матче против «Львова» «Шахтёр» победил 6:1, а Мудрик записал на свой счёт четыре голевые передачи. Всего за сезон футболист сыграл 19 матчей, забив два мяча и отдал девять голевых передач во всех турнирах.
Сезон 2022/23, под руководством Игора Йовичевича, Мудрик начал игроком основного состава. 28 августа 2022 года отметился первым результативным действием, ассистировав Артёму Бондаренко, чем помог «Шахтёру» одолеть «Кривбасс» (1:0). 7 сентября 2022 года в матче первого тура группового раунда Лиги чемпионов против «РБ Лейпциг» отметился дебютным голом в турнире и отдал две голевые передачи (1:4). 14 сентября 2022 года в матче второго тура Лиги чемпионов против «Селтика» (1:1) забил мяч на 29-й минуте матча, таким образом набрав 5 баллов по системе «гол+пас» (2 гола и 3 голевые передачи) в первых пяти матчах сезона. 19 октября впервые в карьере оформил дубль, забив два мяча в матче против «Колоса» (3:0). Стал самым быстрым футболистом группового этапа Лиги чемпионов 2022/23, сумев разогнаться до 36,6 км/ч, а также попал в топ-10 лучших дриблёров турнира. В первой половине сезона принял участие в 18 матчах во всех турнирах, записав на свой счёт 10 мячей и девять голевых передач.

### «Челси»
В январе 2023 года футболист перешёл в английский клуб «Челси», подписав контракт до 2031 года. В новой команде он получил футболку с номером «15». Сумма трансфера оценивается в 70 млн евро (100 млн евро с учётом бонусов), что стало самой дорогой продажей из украинской Премьер-лиги и «Шахтёра», самым дорогим зимним трансфером в истории английской Премьер-лиги на тот момент, а также сделало Мудрика самым дорогим украинским футболистом (предыдущий рекорд принадлежал Андрею Шевченко, за которого тот же «Челси» в 2006 году заплатил почти 44 млн евро).
21 января 2023 года дебютировал за «Челси» в матче 21-го тура Премьер-лиги против «Ливерпуля» на «Энфилде», выйдя на замену на 55-й минуте и установив рекорд скорости в сезоне 2022/23 — 36,63 км/ч. 11 марта 2023 года в матче с «Лестер Сити» отметился первым результативным действием, оформив голевую передачу на Матео Ковачича и помог «синим» одержать победу со счётом 1:3. 15 апреля 2023 года в игре против «Брайтона» (1:2) отдал голевую передачу Конору Галлахеру и был признан одним из лучших игроков матча по версии WhoScored. 2 октября 2023 года в матче против «Фулхэма» Мудрик забил свой первый гол в Премьер-лиге. 21 октября 2023 года в матче против «Арсенала» Мудрик заработал пенальти, который реализовал Коул Палмер, а на 48-й минуте матча забил сам, став вторым украинским игроком, забившим «канонирам» в АПЛ (первым был Сергей Ребров). 19 декабря 2023 года в поединке 1/4 финала Кубка Английской футбольной лиги против «Ньюкасл Юнайтед», появился на поле на 78-й минуте матча и сравнял счёт в дополнительное время (1:1), после чего последовала послематчевая серия пенальти в которой успешнее был «Челси» (4:2), Мудрик реализовал решающий четвёртый удар с точки и был признан лучшим игроком матча.
28 февраля 2024 года в матче против «Лидс Юнайтед» (3:2) отметился своим дебютным голом в Кубке Англии, чем помог команде выйти в 1/4 турнира и был признан лучшим игроком матча по версии болельщиков. 24 октября 2024 года в матче против «Панатинаикоса» (1:4) отметился двумя ассистами и дебютным голом в Лиге конференций УЕФА.
17 декабря 2024 года «Челси» сообщил, что в пробе украинского полузащитника было обнаружено запрещённое вещество, сам Мудрик в соцсетях также подтвердил наличие положительной допинг‑пробы, однако заверил, что сознательно не использовал запрещённые вещества. В настоящее время Мудрик временно отстранён от футбола за предполагаемое употребление допинга.

## Карьера в сборной
Выступал за юношеские сборные Украины, начиная с 16-летнего возраста. С 2017 по 2018 год выступал за сборную Украины до 17 лет. С 2018 по 2019 год выступал за сборную Украины до 19 лет, сыграв в 12 матчах и забив пять мячей. В 2019 году был включён в состав сборной Украины до 21 года, сыграв 16 матчей и забив три мяча.
В апреле 2022 года впервые был вызван в национальную сборную Украины на командные сборы в Словении. Официальный дебют состоялся 1 июня 2022 года в отборочном матче к чемпионату мира против сборной Шотландии, который завершился победой Украины со счётом 3:1.
В составе молодёжной сборной Украины (до 21 года) принял участие в Чемпионате Европы по футболу среди молодёжных команд 2023, на котором команда дошла до полуфинала. Отметился двумя результативными передачами в двух матчах.
16 июня 2023 года в отборочном матче на чемпионат Европы 2024 года против Северной Македонии отдал два голевых паса, чем помог сборной одержать важную победу (2:3). 17 октября 2023 года в матче отбора на Евро против сборной Мальты отметился дебютным голом за национальную сборную. 26 марта 2024 года в решающем стыковом матче за выход на Евро-2024 против сборной Исландии отметился победным голом на 84-й минуте матча (2:1).

## Статистика выступлений

### Клубная
| Выступление      | Выступление      | Выступление      | Лига | Лига | Кубки | Кубки | Еврокубки | Еврокубки | Итого | Итого |
| Клуб             | Лига             | Сезон            | Игры | Голы | Игры  | Голы  | Игры      | Голы      | Игры  | Голы  |
| ---------------- | ---------------- | ---------------- | ---- | ---- | ----- | ----- | --------- | --------- | ----- | ----- |
| Шахтёр (Донецк)  | Премьер-лига     | 2018/19          | 0    | 0    | 1     | 0     | —         | —         | 1     | 0     |
| Шахтёр (Донецк)  | Премьер-лига     | 2019/20          | 3    | 0    | —     | —     | —         | —         | 3     | 0     |
| Шахтёр (Донецк)  | Премьер-лига     | 2020/21          | 3    | 0    | —     | —     | 0         | 0         | 3     | 0     |
| Шахтёр (Донецк)  | Премьер-лига     | 2021/22          | 11   | 2    | 1     | 0     | 7         | 0         | 19    | 2     |
| Шахтёр (Донецк)  | Премьер-лига     | 2022/23          | 12   | 7    | —     | —     | 6         | 3         | 18    | 10    |
| Шахтёр (Донецк)  | Итого            | Итого            | 29   | 9    | 2     | 0     | 13        | 3         | 44    | 12    |
| → Арсенал-Киев   | Премьер-лига     | 2018/19          | 10   | 0    | —     | —     | —         | —         | 10    | 0     |
| → Арсенал-Киев   | Итого            | Итого            | 10   | 0    | —     | —     | —         | —         | 10    | 0     |
| → Десна          | Премьер-лига     | 2020/21          | 10   | 0    | 1     | 0     | —         | —         | 11    | 0     |
| → Десна          | Итого            | Итого            | 10   | 0    | 1     | 0     | —         | —         | 11    | 0     |
| Челси            | Премьер-лига     | 2022/23          | 15   | 0    | —     | —     | 2         | 0         | 17    | 0     |
| Челси            | Премьер-лига     | 2023/24          | 31   | 5    | 10    | 2     | —         | —         | 41    | 7     |
| Челси            | Премьер-лига     | 2024/25          | 7    | 0    | 2     | 0     | 6         | 3         | 15    | 3     |
| Челси            | Итого            | Итого            | 53   | 5    | 12    | 2     | 8         | 3         | 73    | 10    |
| Всего за карьеру | Всего за карьеру | Всего за карьеру | 102  | 14   | 16    | 2     | 21        | 6         | 139   | 22    |

1. ↑  Кубок Украины, Кубок Англии, Кубок Английской футбольной лиги
2. ↑  Лига чемпионов УЕФА, Лига Европы УЕФА

## Достижения

### Командные
«Шахтёр» (Донецк)
- Чемпион Украины: 2019/20
- Обладатель Кубка Украины: 2018/19

«Челси»
- Победитель Лиги конференций УЕФА: 2024/25

Сборная Украины
- Бронзовый призёр молодёжного чемпионата Европы: 2023

### Личные
- Футболист года на Украине: 2022[49]
- Лучший игрок года в «Шахтёре» (2): 2021[50], 2022[51]
- Лучший игрок месяца в «Шахтёре»: (5): ноябрь 2021, декабрь 2021, сентябрь 2022, октябрь 2022, ноябрь 2022
- Обладатель премии «Золотой талант Украины» (2): 2021, 2022
- Почётный гражданин Краснограда (2023)[52].

## Личная жизнь
Мудрик не единственный ребёнок в семье, есть сестра Татьяна. Является верующим христианином, называет веру в Бога важнейшей частью своей жизни.
Известен как любитель татуировок. Их у него насчитывается более десяти. В основном они касаются личной жизни.